# Liste der Naturdenkmale im Ilm-Kreis
In der Liste der Naturdenkmale im Ilm-Kreis sind die Naturdenkmale im Gebiet des Ilm-Kreises in Thüringen aufgelistet.

## Dendrologische Naturdenkmale
| Nr. | Bezeichnung                       | Botanische Bezeichnung | Lage                             | Gemarkung             | Beschreibung | Bild                                                |
| --- | --------------------------------- | ---------------------- | -------------------------------- | --------------------- | --- | --------------------------------------------------- |
| 1   | Teufelsbuche                      | Rotbuche               | 50° 33′ 15,4″ N, 10° 56′ 12″ O   | Altenfeld             | Standort unmittelbar an der Straße Neustadt-Masserberg                                                                  | Naturdenkmal „Teufelsbuche“ (Rotbuche) im Ilm-Kreis |
| 2   | Gurkenmagnolie                    |                        | 50° 49′ 38,8″ N, 10° 56′ 54,9″ O | Arnstadt              | Plauesche Str. 4 (Park)                                                                                                 | Bild gesucht BW                                     |
| 3   | Eibengruppe                       |                        | 50° 50′ 4,7″ N, 10° 56′ 55,8″ O  | Arnstadt              | 4 Bäume, Zimmerstraße 12 (Garten)                                                                                       | Bild gesucht BW                                     |
| 4   | Lutherbuche                       | Blutbuche              | 50° 50′ 18,1″ N, 10° 57′ 31,5″ O | Arnstadt              | Parkgelände zwischen Gera und Friedhof                                                                                  | Bild gesucht BW                                     |
| 5   | Zürgelbaum                        |                        | 50° 50′ 16,2″ N, 10° 56′ 57,9″ O | Arnstadt              | Schlossgarten/Stadtpark                                                                                                 | Bild gesucht BW                                     |
| 6   | Felsenahorn                       |                        | 50° 50′ 16,5″ N, 10° 57′ 3,3″ O  | Arnstadt              | Schlossgarten/Stadtpark                                                                                                 | Bild gesucht BW                                     |
| 7   | Blutbuche                         |                        | 50° 50′ 7,9″ N, 10° 57′ 4,1″ O   | Arnstadt              | Im Hof des Landratsamtes, Ritterstr. 14                                                                                 | Bild gesucht BW                                     |
| 8   | Ginkgo                            |                        | 50° 50′ 44,8″ N, 10° 57′ 0,8″ O  | Arnstadt              | Gelände des DRK, Bierweg 1a                                                                                             | Bild gesucht BW                                     |
| 9   | Friedenseiche                     | Traubeneiche           | 50° 49′ 56,8″ N, 10° 56′ 42,4″ O | Arnstadt              | Kirchgasse/vor Pfarrhof 10                                                                                              | Bild gesucht BW                                     |
| 10  | Esskastanie                       |                        | 50° 49′ 59,3″ N, 10° 56′ 30,8″ O | Arnstadt              | An der Südseite der Liebfrauenkirche                                                                                    | Bild gesucht BW                                     |
| 11  | Sommerlinde                       |                        | 50° 45′ 48,8″ N, 11° 0′ 20,1″ O  | Behringen             | Am westlichen Hangfuß des Willinger Berges                                                                              | Bild gesucht BW                                     |
| 12  | Winterlinde                       |                        | 50° 50′ 23,9″ N, 10° 53′ 59,7″ O | Bittstädt             | An der Kupferstraße | Bild gesucht BW                                     |
| 13  | Rotbuche                          |                        | 50° 35′ 1,1″ N, 11° 3′ 7″ O      | Böhlen                | In der Flur „Die Folge“, südöstlich der Ortslage.                                                                       | Bild gesucht BW                                     |
| 14  | Stieleiche                        |                        | 50° 45′ 37″ N, 11° 9′ 58,4″ O    | Ehrenstein            | In der Flur „Der große Sand“, nordwestlich der Ortslage.                                                                | weitere Bilder                                      |
| 15  | Winterlinde                       |                        | 50° 45′ 17,5″ N, 11° 10′ 36,4″ O | Ehrenstein            | Standort unmittelbar an der Burgruine.                                                                                  | weitere Bilder                                      |
| 16  | Stieleiche                        |                        | 50° 49′ 1,7″ N, 11° 7′ 59,4″ O   | Ellichleben           | am westlichen Ortsrand, Steingasse.                                                                                     | Bild gesucht BW                                     |
| 17  | Rotbuche                          |                        | 50° 36′ 22,9″ N, 10° 51′ 47,4″ O | Frauenwald            | Am Rennsteig östlich des Ortsrands von Allzunah.                                                                        | Naturdenkmal in Frauenwald                          |
| 18  | Sommerlinde                       |                        | 50° 38′ 27″ N, 11° 0′ 9,6″ O     | Gehren                | Parkplatz Gasthof „Edelweiß“, Großbreitenbacher Straße 29                                                               | Bild gesucht BW                                     |
| 19  | Fichte                            |                        | 50° 42′ 18,8″ N, 10° 50′ 39,3″ O | Geraberg              | im Körnbachtal; ca. 50 m oberhalb der B 88                                                                              | Bild gesucht BW                                     |
| 20  | Stieleiche                        |                        | 50° 43′ 46,2″ N, 11° 4′ 49,3″ O  | Gösselborn            | in der Feldflur am westlichen Ortsrand, südlich der Straße nach Stadtilm                                                | Bild gesucht BW                                     |
| 21  | Lutherlinde                       | Winterlinde            | 50° 47′ 38″ N, 11° 0′ 38″ O      | Görbitzhausen         | vor Hauptstraße 3, in der Ortsmitte von Kirchberg                                                                       | Bild gesucht BW                                     |
| 22  | Sommerlinde                       |                        | 50° 35′ 4,1″ N, 11° 0′ 53,3″ O   | Großbreitenbach       | Im Garten des Pfarramtes (Hauptstraße 106)                                                                              | Bild gesucht BW                                     |
| 23  | Prangerlinde                      | Winterlinde            | 50° 48′ 32,2″ N, 11° 0′ 38,6″ O  | Hausen                | vor Grundstück An der Wipfra 1                                                                                          | Bild gesucht BW                                     |
| 24  | Sommerlinde                       |                        | 50° 44′ 3,3″ N, 10° 56′ 6,2″ O   | Heyda                 | Ortsmitte, am Brunnen                                                                                                   | weitere Bilder                                      |
| 25  | Bergulme                          |                        | 50° 40′ 37,8″ N, 10° 56′ 25,9″ O | Ilmenau               | südwestlich vom Bahnhof Ilmenau-Grenzhammer, vor Grundstück Hüttengrund 10; wurde 2015 durch Sturm schwerst beschädigt. | Bild gesucht BW                                     |
| 26  | Baumbestand Waldstraße 6, Ilmenau |                        | 50° 40′ 48,6″ N, 10° 54′ 26,2″ O | Ilmenau               | 19 Bäume, Ecke Waldstraße / Goethestraße                                                                                | weitere Bilder                                      |
| 27  | Rotbuche                          |                        | 50° 41′ 0,2″ N, 10° 54′ 46,6″ O  | Ilmenau               | Standort An der Sparkasse 1 / Dr.-Hans-Vogel-Weg, nordöstlich der Sparkasse und vor Hotel Lindenhof                     | weitere Bilder                                      |
| 28  | Der Alte Kurgarten                |                        | 50° 40′ 48,6″ N, 10° 54′ 33,1″ O | Ilmenau               | Park (40 Bäume) zwischen Waldstraße und Scheffelstraße                                                                  | weitere Bilder                                      |
| 29  | Freiheitseiche                    | Stieleiche             | 50° 47′ 26,1″ N, 11° 8′ 30,2″ O  | Kleinhettstedt        | zwischen der Ilm und dem Mühlgraben                                                                                     | Bild gesucht BW                                     |
| 30  | Sommerlinde                       |                        | 50° 47′ 22,9″ N, 11° 8′ 44,2″ O  | Kleinhettstedt        | östlicher Ortsrand; an der Straße nach Döllstedt                                                                        | Bild gesucht BW                                     |
| 31  | Sommerlinde                       |                        | 50° 40′ 37,5″ N, 10° 57′ 33,3″ O | Langewiesen           | im Grundstück Gottessegen Nr. 3                                                                                         | Bild gesucht BW                                     |
| 32  | Traubeneiche Oehrenstock          | Traubeneiche           | 50° 39′ 42,6″ N, 10° 56′ 40,2″ O | Langewiesen           | etwa 60 m unterhalb (südwestlich) des Festplatzes                                                                       | Bild gesucht BW                                     |
| 33  | Gelbkiefer                        |                        | 50° 40′ 32,9″ N, 10° 57′ 43,3″ O | Langewiesen           | etwa 20 m östlich des Wohnhauses Oberweg Nr. 4                                                                          | Bild gesucht BW                                     |
| 34  | 10 Stieleichen                    |                        | 50° 40′ 25,8″ N, 10° 59′ 36,1″ O | Langewiesen           | Bäume auf den Dämmen der Teiche östlich von Langewiesen                                                                 | Bild gesucht BW                                     |
| 35  | Stieleiche                        |                        | 50° 45′ 47,5″ N, 10° 51′ 47,3″ O | Liebenstein           | Lindenberghöhe zwischen Rippersroda und Liebenstein                                                                     | Bild gesucht BW                                     |
| 36  | Sommerlinde                       |                        | 50° 46′ 14,4″ N, 10° 51′ 6,2″ O  | Liebenstein           | im Talboden nördlich der Burgruine, westlich des Grundstücks Gosseler Straße 9                                          | Bild gesucht BW                                     |
| 37  | Blutbuche                         |                        | 50° 46′ 7″ N, 10° 51′ 10″ O      | Liebenstein           | Parkanlage unterhalb (südlich) der Burg                                                                                 | Bild gesucht BW                                     |
| 38  | 3 Winterlinden                    |                        | 50° 45′ 23,3″ N, 11° 8′ 54,8″ O  | Nahwinden             | an den Quellstuben nordwestlich des Ortes                                                                               | weitere Bilder                                      |
| 39  | Winterlinde                       |                        | 50° 44′ 42,1″ N, 10° 59′ 23,5″ O | Neuroda               | am Südrand des Sandtagebaues südöstlich von Neuroda                                                                     | Bild gesucht BW                                     |
| 40  | Stieleiche                        |                        | 50° 42′ 16,7″ N, 10° 54′ 19,5″ O | Oberpörlitz           | nordwestlich des Ortes, östlich der Hirtenbuschteiche, nördlich der Martinrodaer Straße                                 |                                                     |
| 41  | Stieleiche                        |                        | 50° 41′ 57,3″ N, 10° 54′ 51,1″ O | Oberpörlitz           | wenige Meter über dem oberen Leiterbachsteich                                                                           | Bild gesucht BW                                     |
| 42  | Traubeneiche                      |                        | 50° 41′ 54,7″ N, 10° 54′ 51″ O   | Oberpörlitz           | wenige Meter westlich des Dammes zwischen dem oberen und unteren Leiterbachsteich                                       | Bild gesucht BW                                     |
| 43  | Winterlinde                       |                        | 50° 42′ 5,6″ N, 10° 54′ 51,1″ O  | Oberpörlitz           | Ilmenauer Straße, wenige Meter unterhalb der Bushaltestelle                                                             | Bild gesucht BW                                     |
| 44  | Stieleiche                        |                        | 50° 42′ 4,3″ N, 10° 54′ 49,8″ O  | Oberpörlitz           | Ilmenauer Straße, zwischen Nr. 5 und 7                                                                                  | Bild gesucht BW                                     |
| 45  | Sommerlinde                       |                        | 50° 46′ 45,3″ N, 10° 53′ 47″ O   | Plaue                 | unterhalb der Burgruine (Burgweg)                                                                                       | Bild gesucht BW                                     |
| 46  | Sommerlinde                       |                        | 50° 45′ 23,7″ N, 10° 52′ 20,3″ O | Rippersroda           | Am Backofen (Hirtengasse), südlich Dorfstraße 8                                                                         |                                                     |
| 47  | Sommerlinde                       |                        | 50° 45′ 17,1″ N, 10° 56′ 39,9″ O | Schmerfeld            | oberhalb der Straßengabelung Heyda-Wipfra                                                                               | Bild gesucht BW                                     |
| 48  | 3 Winterlinden                    |                        | 50° 46′ 13,7″ N, 11° 4′ 59,5″ O  | Stadtilm              | auf dem Buchberg; etwa 100 m oberhalb des Gasthauses Wilhelmshöhe                                                       | Bild gesucht BW                                     |
| 49  | Amurflieder                       |                        | 50° 46′ 22,3″ N, 11° 4′ 33,6″ O  | Stadtilm              | Garten zwischen Bahnhofsstraße Nr. 4 und Nr. 2                                                                          | Bild gesucht BW                                     |
| 50  | Panaschierter Bergahorn           |                        | 50° 46′ 22″ N, 11° 4′ 33,3″ O    | Stadtilm              | Garten zwischen Bahnhofsstraße Nr. 4 und Nr. 2                                                                          | Bild gesucht BW                                     |
| 51  | Spitzahorn                        |                        | 50° 53′ 50″ N, 10° 54′ 41,9″ O   | Sülzenbrücken         | Grenzbaum auf der Höhe 284,5 m; etwa 600 m südwestlich von Kornhochheim                                                 | Bild gesucht BW                                     |
| 52  | Winterlinde                       |                        | 50° 48′ 10,2″ N, 11° 6′ 19,2″ O  | Witzleben             | am Ostrand des Großen Holzes; Höhe 448,1 m                                                                              | Bild gesucht BW                                     |
| 53  | Trauerbuche                       |                        | 50° 46′ 3,9″ N, 11° 1′ 29,7″ O   | Oberwillingen         | an der Straßenbrücke (Wipfra) im Ortszentrum                                                                            | Bild gesucht BW                                     |
| 54  | „Harry Sterzings-Buche“           | Rotbuche               | 50° 34′ 11,3″ N, 10° 56′ 6,1″ O  | Neustadt am Rennsteig | 2 Bäume unmittelbar am Rennsteig etwa 200 m nördlich des Ortsteils Kahlert                                              | Bild gesucht BW                                     |
|     | Flaumeiche                        |                        | 50° 48′ 16,2″ N, 10° 54′ 21,6″ O | Espenfeld             | im NSG Gottesholz (gelbe Markierung – Qp)                                                                               | Bild gesucht BW                                     |

## Sonstige Naturdenkmale
Im Dezember 2004 gab es nach Angaben des TLUG im Ilm-Kreis insgesamt 163 geschützte Landschaftsbestandteile, Flächennaturdenkmale und Naturdenkmale geologischer und hydrologischer Art.

## Belege und Hinweise
1. ↑  
9.1. Rechtsverbindlich ausgewiesene Baum-Naturdenkmale im Ilm-Kreis. (PDF; 3,17 MB) In: Umwelt Informationen 2013. Landratsamt Ilm-Kreis, S. 54–56, abgerufen am 16. Mai 2016.
2. 1 2 3 4  
nur genannt in: 9.1. Rechtsverbindlich ausgewiesene Baum-Naturdenkmale im Ilm-Kreis. (PDF; 444 kB) In: Umwelt Informationen 2010. Landratsamt Ilm-Kreis, S. 41–43, abgerufen am 16. Mai 2016.
3. 1 2  
Im Jahr 2013 lief ein Verfahren zur Aufhebung des Schutzes
4. ↑  
Geschützte Landschaftsbestandteile, Flächennaturdenkmale und Naturdenkmale. In: Ilm-Kreis. Thüringer Landesanstalt für Umwelt und Geologie, abgerufen am 16. Mai 2016.

- Karte mit allen Koordinaten:
- OSM |
- WikiMap